# Сюамер
Сюамер (нід. Suameer, фриз. Sumar) — село в нідерландській провінції Фрисландія. Входить до муніципалітету Тіцьєркстерадел.
Його площа становить 11,69 км², а населення станом на 2021 рік складало 1 355 осіб.
Перша згадка про населений пункт датується 1453 роком.

## Галерея

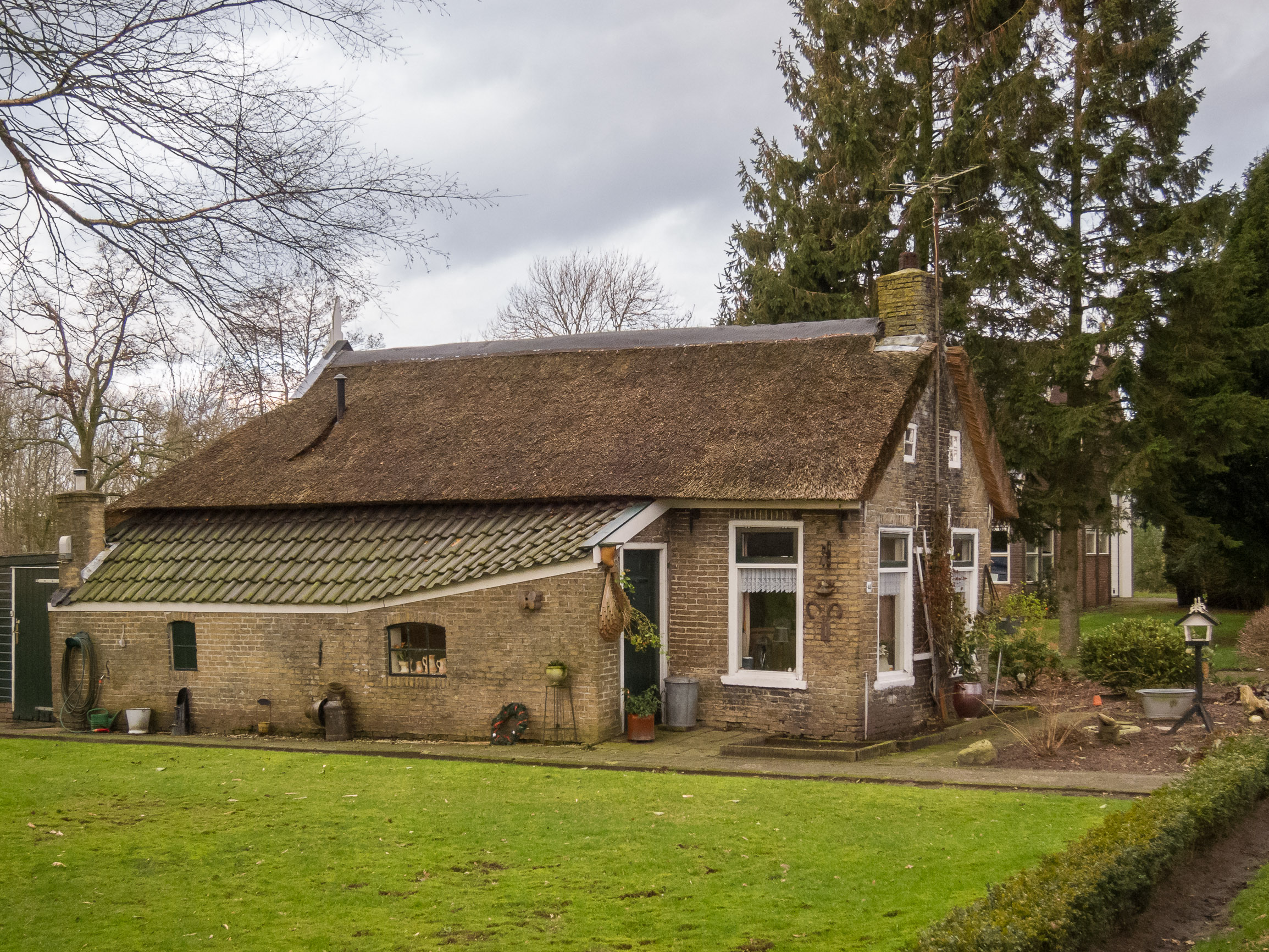
Сільський будинок
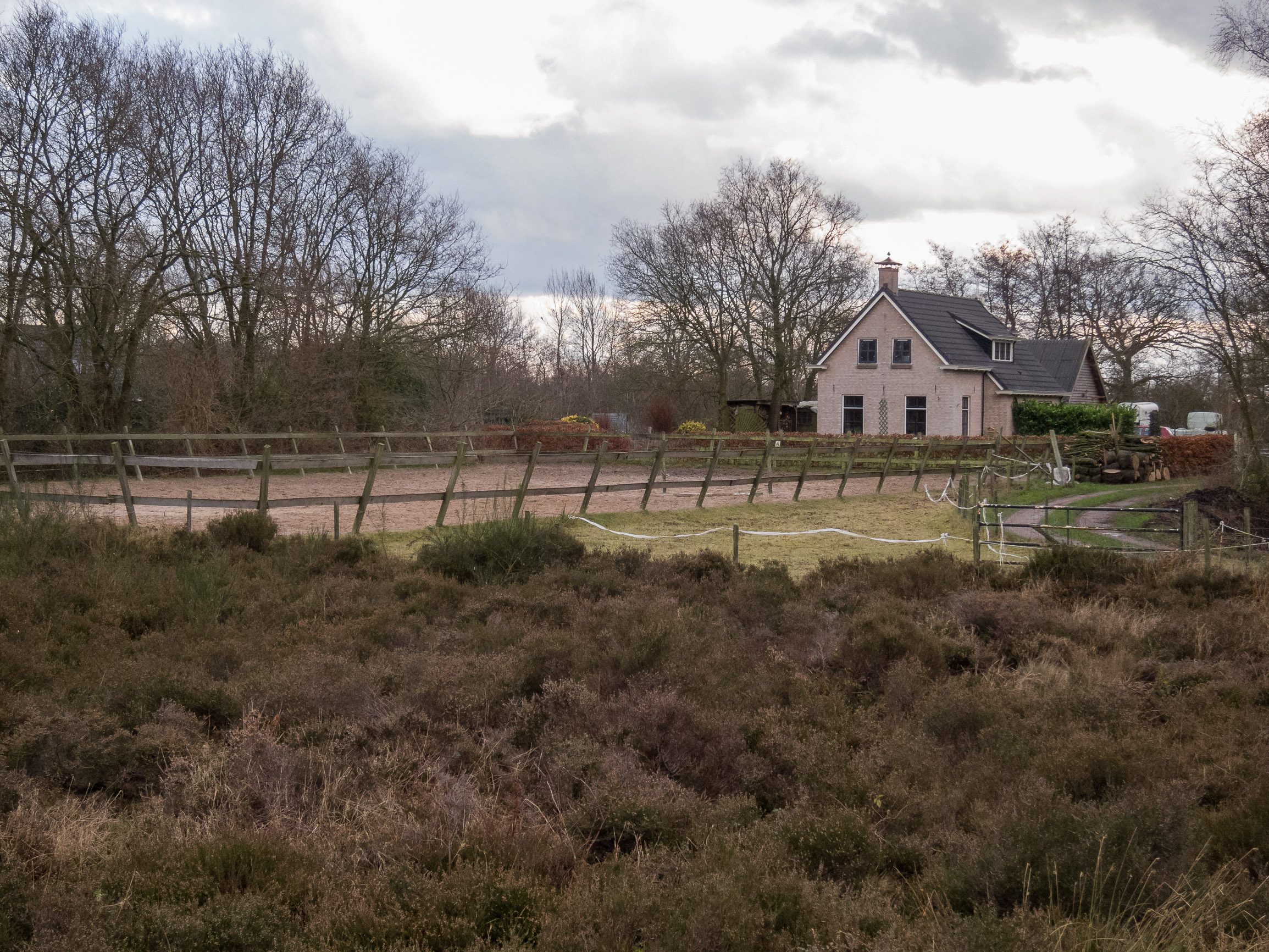
Будинок на пустищі
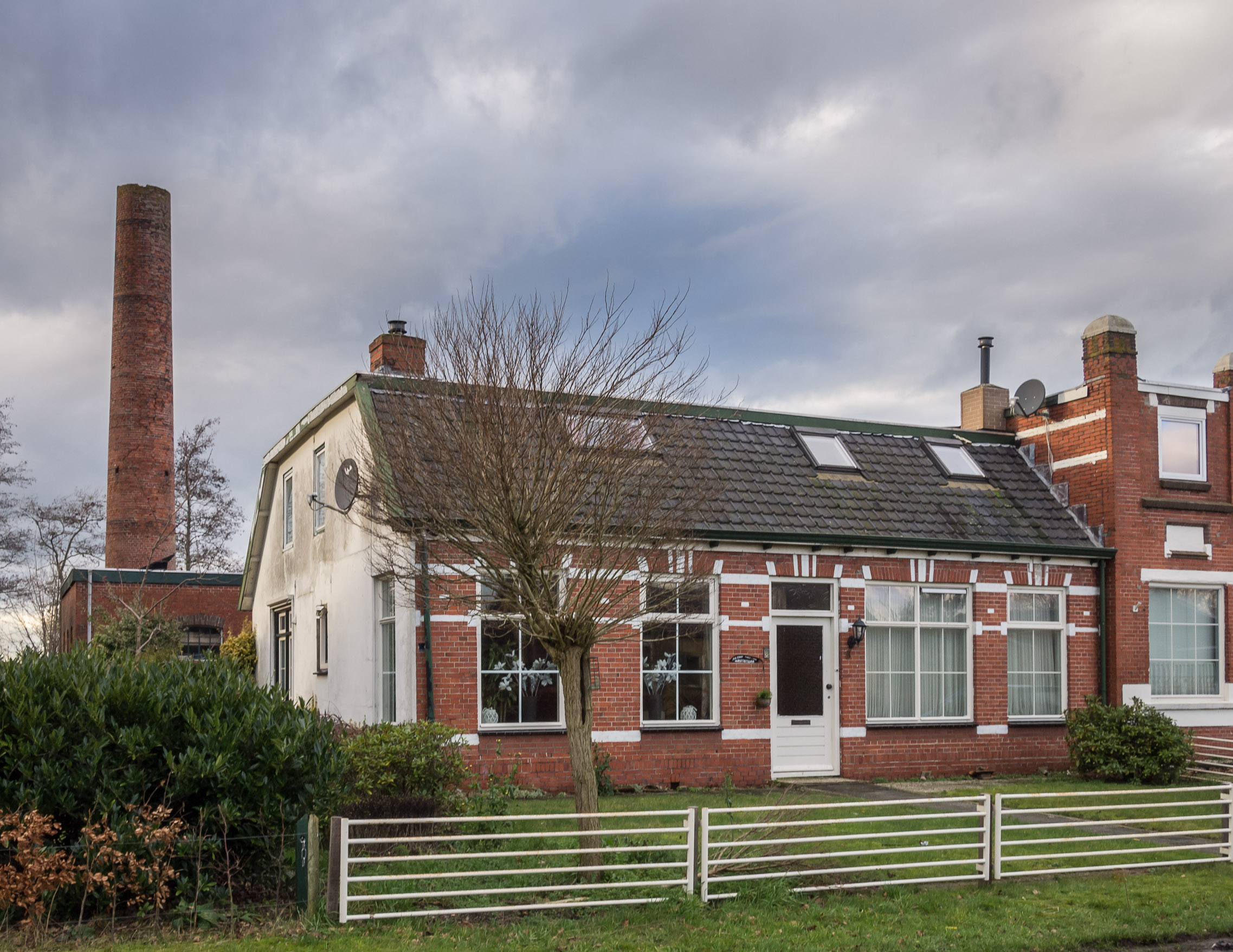
Будівля колишнього молокозаводу
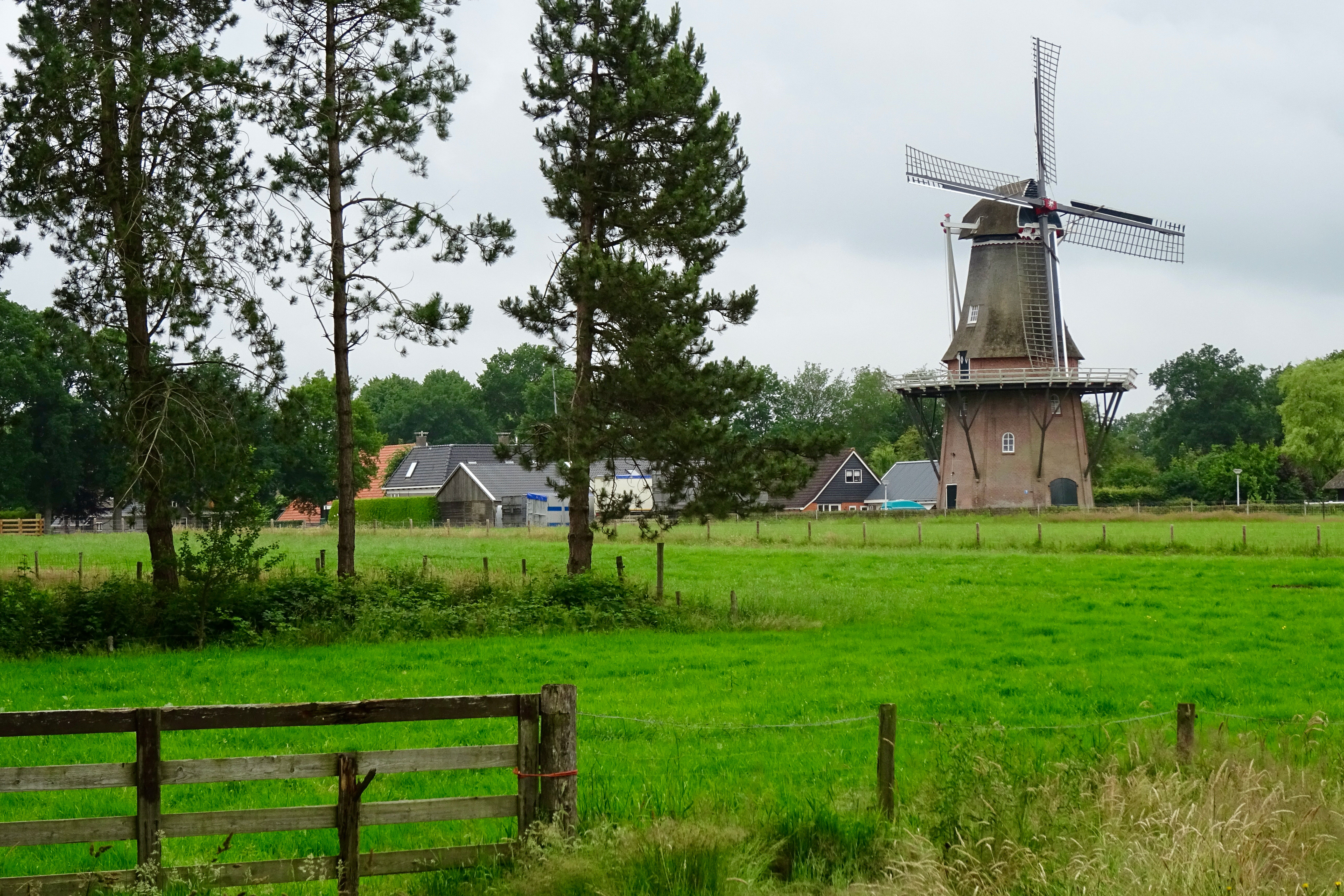
Вітряк De Hoop